# 文珠通停留場
文珠通停留場（もんじゅどおりていりゅうじょう）は、高知県高知市高須本町にあるとさでん交通後免線の路面電車停留場。
「文珠通」の名は竹林寺の本尊、文殊菩薩に由来するとされるが、「文殊通」は誤記。

## 歴史
文珠通停留場の開業は1910年（明治43年）。後免線の葛島橋西詰停留場から鹿児停留場までの区間が開通したのに合わせて開業した。
2000年（平成12年）には伊野線の鏡川橋停留場を始発とする市内線系統の折り返し地点が知寄町停留場から当停留場に移された。4年後には当停留場からさらに後免町寄りにある領石通停留場が折り返し地点に指定されている。

### 年表
- 1910年（明治43年）10月15日：土佐電気鉄道の停留場として開業[2][3]。
- 1999年（平成11年）10月18日：渡り線を設置し停留場を現在地に移設。当停留場での折返し試験運転開始。
- 2000年（平成12年）9月12日：市内線系統の折り返し地点を知寄町から文珠通に移行[2]。
- 2014年（平成26年）10月1日：土佐電気鉄道が高知県交通・土佐電ドリームサービスと経営統合し、とさでん交通が発足[4]。とさでん交通の停留場となる。

## 停留場構造
ホームは2面あり、東西方向に伸びる2本の線路を挟んで向かい合わせに配置される（相対式ホーム）。線路の北側に後免町方面行き、南にはりまや橋方面行きのホームがある。はりまや橋方面ホームの西端にはトイレがある。
後免町寄りには渡り線があり、はりまや橋・伊野方面への折り返し便が多く設定される。

## 停留場周辺
旧高須村（1942年に高知市へ編入）の中心地区に相当する。
- 国道195号
- 高須幼稚園
- 高知市立高須小学校
- ファンキータイム高須店
- 高知東警察署高須交番

## 隣の停留場
とさでん交通
後免線
介良通停留場 - 文珠通停留場 - 高須停留場